# Termas del Flaco
Las Termas del Flaco, también llamadas Baños del Tinguiririca y Las Vegas del Flaco, son unos baños termales ubicados en la comuna de San Fernando, Región del Libertador Bernardo O'Higgins, Chile, junto al Río Tinguiririca y a 1750 metros sobre el nivel del mar. Desde San Fernando por camino casi completamente de tierra, 77 kilómetros al suroeste hasta el centro termal.

## Baños termales
Las propiedades de estas termas comenzaron a ser estudiadas en 1861 por Ignacio Domeyko, y fueron actualizadas por la Facultad de Química de la Pontificia Universidad Católica de Chile. Las aguas de los Baños del Tinguiririca son utilizadas para tratar la artritis, reumatismo, afecciones de las vías respiratorias, neuralgias, rinitis, ciática y los síntomas de la gota. Sus temperaturas oscilan entre los 73 y 96 °C.
Cuenta la leyenda que el nombre proviene, porque un arriero iba con sus caballos a pasar al lado de Argentina por el Paso Las Damas, y dejó un caballo desnutrido en ese sector y no podía seguir en el trayecto. Cuando vino de vuelta vio una pozas que salía vapor y además vio que el caballo estaba robusto, bonito, y cuando llegó a la ciudad le contó a sus parientes y este le dijo «¿Y porque no vamos a las Termas Del Flaco?» y así fue que quedó con ese nombre.

## Yacimiento paleontológico
Las Termas del Flaco también representan un lugar de descubrimiento paleontológico, ya que en 1960 Diego Márquez, natural de San Fernando, descubrió las pisadas fósiles de dinosaurios. En 1967 comenzaron a ser estudiadas por el Museo Nacional de Historia Natural, con sede en Santiago, y por dos paleontólogos argentinos.
Las huellas de dinosaurio fueron declaradas Monumento Nacional en categoría de Monumento Histórico por Decreto Supremo 4866 del 13 de julio de 1967.

## Otras atracciones

Las termas se encuentran cerca del lugar del accidente del Vuelo 571 de la Fuerza Aérea Uruguaya, más conocido como «Milagro de los Andes».

Existen una serie de caminatas que se pueden realizar en las cercanías de las termas. A través de estos caminos, es posible llegar a una construcción que corresponde a un hospital iniciado en 1939, cuyo fin era el tratamiento de la tuberculosis, pero que se dejó en obra gruesa tras la aparición de los tratamientos de penicilina. Tras cruzar un puente colgante se puede encontrar la "Cascada de la Virgen", salto de agua de unos 25 metros. Tras esta cascada es posible encontrar una estatua de bronce de una virgen, la cual cuentan la leyenda fue llevada por un arriero chileno a modo de agradecimiento, quien se escondió en la cascada tras ser perseguido por arrieros argentinos.[cita requerida]
Cerca de las termas está la laguna del Maule, donde es posible contemplar flora y fauna típica de la zona montañosa central, entre los cuales destaca el cóndor.
En el mes de diciembre se realiza la cicletada "Termas del Flaco", la cual tiene como origen de la carrera la ciudad de San Fernando y como meta las Termas. Es un recorrido de 78 km que reúne personas de todo el país y a visitantes extranjeros.